# Red One (film)
Red One er en amerikansk action eventyr-, jule-, fantasy- og komediefilm fra 2024, instrueret af Jake Kasdan og skrevet af Chris Morgan, baseret på en original historie af Hiram Garcia. Filmen følger lederen af Nordpolens Sikkerhedsafdeling (Dwayne Johnson), der slår sig sammen med en berygtet hacker (Chris Evans) for at finde en bortført julemand (JK Simmons) juleaften. Lucy Liu, Kiernan Shipka, Bonnie Hunt, Nick Kroll, Kristofer Hivju og Wesley Kimmel medvirker også i filmen. Filmen ses som den første af en franchise med juletema, produceret på et budget på 200-250 millioner dollars af Amazon MGM Studios i samarbejde med Seven Bucks Productions, Chris Morgan Productions og The Detective Agency .  
Red One blev udgivet internationalt af Warner Bros. Pictures den 6. november 2024 og blev udgivet i USA af Amazon MGM Studios gennem Metro-Goldwyn-Mayer den 15. november Filmen har indtjent 89,5 millioner dollars på verdensplan og fået blandede anmeldelser fra kritikere.

## Handling
M.O.R.A (Mythological Oversight and Restoration Authority) er en hemmelig, multilateral militærorganisation, der overvåger og beskytter en hemmelig fredsaftale mellem mytologiske væsner og menneskeheden. Callum Drift, chef for Julemandens ELF (Enforcement Logistics and Fortification) sikkerhed, anmoder om at trække sig tilbage efter et sidste julemission, da han er blevet desillusioneret over den stigende dårlige opførsel i verden, eksemplificeret ved væksten af Julemandens Naughty List. Juleaften bryder et black ops -hold ind i Nordpolen og bortfører Julemanden. Callum underretter direktør Zoe Harlow om bortførelsen, og hendes team opdager, at Nordpolens hemmelige placering blev kompromitteret af Jack O'Malley, en lejesoldat black-hat hacker, der hævder at kunne finde alt i verden.
Zoe får Jack pågrebet til afhøring, men Jack, en livslang skeptiker og kritiker af julemanden, vidste ikke, at de oplysninger, han hackede, havde noget at gøre med julemanden, og sendte blot disse oplysninger til en anonym køber. Zoe tilbyder at fordoble Jacks betaling, hvis han hjælper dem med at finde julemanden, men placerer en tracker på ham. Callum slår sig modvilligt sammen med Jack for at finde julemanden, og deres første spor fører dem til mægleren, der arrangerede aftalen mellem Jack og kidnapperen på Aruba. Mægleren fortæller dem, at kidnapperen er vinterheksen Grýla. Grýla bliver opmærksom på deres samtale og sender sine snemænd for at eliminere dem; Selvom Callum og Jack besejrer dem, bliver mægleren dræbt i kampens heden.
Callum mistænker, at Grýla måske arbejder sammen med Krampus, julemandens fraseparerede adoptivbror, der også er Grýlas ekskæreste og skaberen af den Naughty List. Callum og Jack bryder ind i Krampus' hule, men bliver taget til fange. Callum forsøger at overtale Krampus til at hjælpe sin bror, som savner ham, men Krampus nægter. På trods af at han får lov til at forlade, bliver Jack tilbage og overtaler Krampus til at spille Krampusschlap med Callum. Under spillet genvinder Jack Callums magiske kappe og giver den tilbage til ham, så de kan flygte sammen.
Grýla og hendes sønner holder Julemanden fanget i en hvælving, der dræner hans magi og gør ham bevidstløs. Grýla kopierer glaskafigen, en magisk fængslet snekugle, og har til hensigt at befri verden for ethvert frækt barn, der nogensinde har været på Naughty List, ved at fængsle dem for evigt. Hun tester snekuglerne på Jack og hans fraseparerede søn, Dylan. Hun sender hver af dem en snekugle, der fanger dem, hvorefter hun vender tilbage til sin hule. Inde i deres snekugler, der står ved siden af hinanden, har Jack og Dylan en inderlig samtale. Denne samtale, der gør dem ‘pænere,’ får snekuglerne til at sprække og befri dem.
Ved at bruge trackeren i Jack sporer Zoe og Callum ham til Nordpolen, hvor de opdager, at Grýla, hendes hold og julemanden aldrig har forladt Nordpolen. De finder også ud af, at komplekset er blevet overtaget af Grýlas hold af shapeshifters. Zoe og Callum rejser til Nordpolen og befrier den fængslede fru Claus samt andre medlemmer af sikkerhedsstyrken. I julemandens gamle værksted finder de Jack og Dylan og det legetøjsduplikeringsudstyret, som Grýla brugte til at masseproducere snekuglerne.
Da Nordpolens udstyr er afhængigt af julemandens kræfter, forbereder Grýla sig på at flygte med en bevidstløs julemand og bruge hans slæde til at sprede snekuglerne. En kamp bryder ud, og hvor Callum og Jack, med hjælp fra Krampus, der ankommer for at assistere, stopper Grýla. Julemanden kommer sig og genforenes med sin bror, mens Grýla bliver fanget i en af sine egne snekugler og overgivet til Zoes varetægt.
Med Grýla besejret gør alle sig hurtigt klar til nattens juleaftensløb. Julemanden inviterer Jack og Dylan til at ledsage ham, hvilket de accepterer. Under det vellykkede løb ser Callum hvordan Jack genvinde sin undren og begynder at opbygge et forhold til Dylan. Dette får Callum til at beslutte ikke at gå på pension

## Roller
- Dwayne Johnson som Callum Drift, chef for Nordpolens sikkerhed for Saint Nicholas.
- Chris Evans som Jack O'Malley, en hacker og dusørjæger.
  - Wyatt Hunt som børne Jack
- Lucy Liu som Zoe Harlow
- J. K. Simmons som Nick
- Kiernan Shipka som Grýla
- Bonnie Hunt som Mrs. Claus
- Reinaldo Faberlle som stemmen af Agent Garcia,[9] en antropomorf isbjørneagent.
- Kristofer Hivju som Krampus
- Nick Kroll som Ted
- Wesley Kimmel som Dylan, Jack’s son.
- Mary Elizabeth Ellis som Olivia, Jack‘s ex-partner.
- Marc Evan Jackson som Uncle Rick
- Jenna Kanell som Krampus Guest
- Gursharn Arya som Drako

## Produktion
Hiram Garcia fra Seven Bucks Productions udtænkte ideen til filmen, som blev udviklet til et manuskript af Chris Morgan, og Jake Kasdan blev valgt som instruktør. Chris Evans sluttede sig til castet i januar 2022.  I september 2022 blev Kiernan Shipka tilføjet til rollelisten.  Lucy Liu, Mary Elizabeth Ellis, JK Simmons, Nick Kroll, Kristofer Hivju, Wesley Kimmel og Bonnie Hunt sluttede sig til rollebesætningen den følgende måned, hvor Ellis afslørede hendes og Simmons' involvering på Instagram .     Dwayne Johnson blev betalt 50 millioner dollars for sit engagement. 
Optagelserne begyndte i oktober 2022 i Atlanta og sluttede i februar 2023.   Optagelserne stødte på problemer med Johnson, som i gennemsnit var syv til otte timer forsinket til at filme sine scener og gik glip af flere dages optagelser. disse forsinkelser menes at have øget budgettet med 50 millioner dollars til i alt 250 millioner dollars, hvilket Garcia dog afviste.  Johnson indrømmede senere, at han ofte var forsinket og at han tissede på flasker på sættet, men både Evans og Kasdan forsvarede ham.  

## Udgivelse
Red One var oprindeligt planlagt til at blive udgivet på Prime Video over hele verden i tide til julen 2023.  Udgivelsen blev dog forsinket fra den 20. december 2023 til den 15. november 2024, hvor SAG-AFTRA-strejken i 2023 blev nævnt som en af årsagerne, sammen med at filmen nu får en verdensomspændende biografpremiere.  Johnson pressede på for, at Red One skulle udgives i IMAX, efter at have set en IMAX-visning af Oppenheimer, mens den primære fotografering af Red One” stadig var i gang. Johnson mente, at Red One i IMAX-format ville være "game over".  Amazon MGM stod for distributionen i USA, mens Warner Bros. Pictures stod for filmens internationale udgivelse.  I Storbritannien og Irland blev den udgivet den 6. november 2024. I Latinamerika blev den udgivet den 7. november 2024.  med forhåndsvisninger før udgivelse, der startede den 31. oktober 2024. 
Optagelser af Red One blev første gang vist på CinemaCon i april 2024 for journalister, udvalgt af Johnsons publicist, men de fik ikke lov til at skrive om, hvad de så. 

### Indtjening
Per den 21. november 2024 har Red One indtjent $38.4 millioner dollars i USA og Canada, samt 51.1 millioner dollars i andre territorier, hvilket giver et samlet verdensindtægt på 89,5 millioner dollars.
I USA og Canada forventedes Red One at indbringe 30-35 millioner dollars fra 4.032 teatre, hvor nogle uafhængige kilder forudsagde en debut så lavt som 25 millioner dollars eller så højt som 40 millioner dollars.   Filmen indtjente 10,9 millioner dollars på sin første dag, inklusive 3,7 millioner dollars fra forhåndsvisninger søndag og torsdag aften. Den debuterede derefter med 32,1 millioner dollars og toppede billetkontoret.  Efter filmens svage forhåndsvisninger konkluderede Variety, at "Med et massivt budget på 250 millioner dollars plus markedsføringsomkostninger vil det tage et julemirakel for Red One at blive et rentabelt hit ved billetkontoret." Det blev dog også bemærket, at streamingtjenester som Amazon, Apple og Netflix ikke nødvendigvis har brug for, at deres film opnår succes i biograferne for at blive betragtet som en succes, med henvisning til Killers of the Flower Moon fra 2023, som debuterede med 23 millioner dollars i billetsalg mod et budget på 200 millioner dollars, men senere blev et hit på Apple TV+ .  

### Kritik
På anmeldelse-websitet Rotten Tomatoes er 32% af 145 kritikernes anmeldelser positive, med en gennemsnitlig vurdering på 4,4/10. Websitet har denne konsensus: "Indhyllet i flot indpakning, men helt uden julemagisk stemning, er Red One en ho-ho-hum action-eventyrfilm. Metacritic, der bruger et vægtet gennemsnit, har givet filmen en score på 34 ud af 100, baseret på 35 kritikere, hvilket indikerer "generelt ugunstige" anmeldelser. Publikum, der blev undersøgt af CinemaScore, gav filmen en gennemsnitlig karakter på "A–" på en A+ til F-skala, mens de, der blev afholdt af PostTrak, gav filmen en 78% positiv score, hvor 57% sagde, at de helt sikkert ville anbefale den.
Peter Bradshaw, der skrev for The Guardian, gav filmen en stjerne ud af fem, og beskrev den som "dybt deprimerende og intetsigende sentimental" og konkluderede, at "denne kommercielle og formelle del af indholdet er et legetøj, der er bestemt til at blive glemt, ikke inden 2. juledag, men midt i november." 
Glenn Garner fra Deadline Hollywood sagde, at filmen "blander genrer til noget familievenlig feriehygge med en generøs dosis af selvbevidst absurditet" og skrev: "Ja, den er cheesy, men denne film er bedst, når den læner sig tungt ind i osten. Hvis det får dine øjne til at rulle, så husk, at dette er en julefilm, der i sidste ende er beregnet til børn, der har nået hele vejen gennem MCU på Disney+ to gange, og som deres forældre nu har brug for en pause Der er stadig nogle vittigheder rettet mod den koldhjertede voksne, som uundgåeligt vil blive slæbt med på familiens biografudflugt. 

## Eksterne links
- Red One på Internet Movie Database (engelsk)